# Нуреев, Рустем Махмутович
Русте́м Махму́тович Нуре́ев (13 мая 1950, Москва — 12 апреля 2023, там же) — советский и российский экономист, институционалист. Доктор экономических наук (1990), профессор (1991), ординарный профессор ВШЭ (1997), ее первый профессор, также являлся первым проректором, научный руководитель департамента экономической теории в Финансовом университете при Правительстве РФ, прежде глава (с 2013); заведовал кафедрой в РЭУ имени Плеханова; главный научный сотрудник Института экономики РАН. 
Заслуженный работник высшей школы Российской Федерации (2000). Почётный доктор и профессор.

## Биография
Корнями из Казани, где жили его бабушка и дедушка, к которым он часто приезжал в детстве.
Окончил 2-ю среднюю школу; после чего поступил на экономический факультет МГУ им. М. В. Ломоносова (1967—1972), окончил который с отличием как «экономист, преподаватель политической экономии». Активно участвовал в комсомольской организации университета.
Там же окончил аспирантуру (1972—1975), еще до чего с того же 1975 года начал работать на кафедре политической экономии того же факультета. В 1977 году получил степень кандидата экономических наук, защитив диссертацию «Принципы изучения производственных отношений в докапиталистических формациях (в связи с дискуссией об „азиатском способе производства“)». Про «блестящую защиту» которой в некрологе ему от Института экономики РАН отмечалось: «…на которую ведущая организация, Академия общественных наук при ЦК КПСС, представила отзыв, суть которого сводилась к тому, что „это — не марксизм“».
C 1983 года доцент. Был заместителем Н. А. Цаголова.
В 1988 году окончил докторантуру альма-матер.
В 1990 году получил учёную степень доктора экономических наук, защитив в МГУ докторскую диссертацию «Особенности взаимодействия производственных сил и производственных отношений в докапиталистических формациях».
В 1993 году перешёл на работу в Высшую школу экономики (где с того же года профессор экономики), один из соратников Я. И. Кузьминова в деле ее организации, возглавил первым кафедру экономической теории, а также по 1996 год работал проректором и первым проректором.
В 2002 году организовал кафедру институциональной экономики в РЭА им. Г. В. Плеханова. В 2003 году на базе кафедры экономической теории ВШЭ создан Департамент экономической теории, в рамках которого Нуреев возглавил кафедру институциональной экономики, а с 2007 года — кафедру экономического анализа организаций и рынков. Является членом коллегии ординарных профессоров, членом Учёного совета ВШЭ. Стажировался в Лондонской школе экономики, Свободном Университете Берлина. Научный руководитель 15 кандидатских диссертаций. Научный консультант 5 докторских диссертаций.
С 2013 года возглавлял департамент экономической теории в Финансовом университете при Правительстве РФ (кафедра макроэкономики до 2015), с 2017 года его научный руководитель. Являлся председателем диссовета Д 505.001.105.
Член десяти европейских сообществ: по экономической истории, по истории мысли, по компаративистике, по экономике развития, по эволюционной экономике, по теории общественного выбора и пр. Являлся сопредседателем Международной ассоциации институциональных исследований (IAIR), членом Европейской ассоциации научных и учебных институтов по проблемам развития (EADI), участником конференций по проблемам общественного выбора (PCS) и международного общества специалистов в области новой институциональной экономики (ISNIE). Был постоянным участником Пущинских симпозиумов по эволюционной экономике.
Член редколлегий журналов «Вопросы экономики» (с 1994 года), Russian Journal of Economics and Law с 2014 года и др.
Входил в редсовет науч. журнала «Крестьяноведение». Больше четверти века был консультантом издательства «Большая советская энциклопедия».
Вдовец, две дочери (1986 и 1987 года рождения). Владел английским и татарским языками. Был знатоком русской церковной архитектуры.
Р. М. Нуреев известен своими многочисленными публикациями по проблемам микроэкономики, экономики развития, общественного выбора и доиндустриальных экономических систем. Автор многих учебников.
По мнению Нуреева: «Для российской общественной мысли характерен подход к проблемам с позиции методологического коллективизма (холизма). Однако сам холизм является не самоцелью, а средством обеспечения условий для всестороннего развития человеческой личности (антропоцентризм)… Поэтому для большинства российских мыслителей характерно акцентирование внимания на развитии духовного мира в противовес материальному. Эти черты обществознания являются прямым духовным наследием русского православия». Нуреев также отмечал, что «мусульманская культура ближе к Древнему Востоку, чем к западноевропейскому феодализму». Высказывался (2015): «Состояние современной экономической науки я оцениваю не очень высоко». Считал, что Путин с Медведевым строили «государственный капитализм».

## Награды и отличия
- Орден Дружбы (октябрь 2013)[29]
- Почётное звание «Заслуженный работник высшей школы Российской Федерации» (2000) — за заслуги в обучении и воспитании учащихся, подготовку высококвалифицированных специалистов и многолетний добросовестный труд[30]
- Серебряный почетный знак II степени Высшей школы экономики (2011)[12][26]
- Почётная грамота Высшей школы экономики (дважды - ноябрь 2007, апрель 2010)[12]
- Благодарность Министерства образования Российской Федерации (ноябрь 2002)[12]
- Лауреат премии «Золотая Вышка — 2002» в номинации «Достижения в преподавательской деятельности»[12]
- Лучший преподаватель ВШЭ (2011, 2012)[12]
- Медаль «Планета Альфреда Нобеля» - «за вклад в экономическую науку» (Украина, 2009)[12]
- Почётная медаль «80 лет Монгольской народной революции» (Монголия, 2006)[12][26]
- Медаль «800 лет Монгольской империи» (Монголия, 2006)[12][26]
- Большая серебряная медаль Я. А. Коменского «За достижения в области образования, культуры и науки» (Россия, 2005)[12][26]
- Почетный доктор Донецкого технического университета (2008)[26]
- Почетный профессор Института экономики, управления и права (ИЭУП, ныне КИУ; г. Казань, 2008)[26][31][32]
- Почетный профессор ФГБОУ ВПО "УралГАХА" (2012)[33][26]
- Почетный профессор Национальной металлургической академии Украины (2012)[33][26]
- Благодарность Президента Российской Федерации (2019)[26]

Академик Центрально-Азиатской Академии науки, культуры и искусств (2014).

## Цитаты
- В Лондонском университете, где я провожу занятия, даю только один вариант самостоятельной работы для всех студентов. И никто не списывает. Когда я провожу занятия в Москве, а в нашей Высшей школе экономики расположен единственный филиал лондонского вуза, я даю 4, даже 8 вариантов самостоятельной работы. И при этом студенты умудряются списать! Что это означает? Это связано с традиционным чувством коллективизма. На самом деле это не так уж плохо. Но должно быть и чувство ответственности, а оно у студентов пока недостаточно развито. Я имею в виду чувство ответственности за свои знания, за свое будущее.
- В 1970 году две трети оборудования в нашей промышленности было сроком изготовления менее 10 лет. В 2000 году – после этого года Росстат перестал публиковать такие цифры – более 60% имели срок эксплуатации от 16 лет и более.